# Zlatan Ibrahimović
Zlatan Ibrahimović (rikssvenska: [ˈslaːtan ɪbraˈhiːmʊvɪtɕ]), född 3 oktober 1981 i Västra Skrävlinge församling i Malmö, Sverige, är en svensk före detta professionell fotbollsspelare och anses vara Sveriges främste genom tiderna.. I svenska herrlandslaget är han med sina 62 mål den främste målgöraren genom tiderna. Under karriären har Ibrahimović gjort över 580 mål på klubb- och landslagsnivå och är med det, i  juli 2025, på 32:a plats över de främsta målgörarna i historien. Med 62 mål är han herrlandslagets bästa målskytt genom historien.
Ibrahimović vann ligatitlar i Nederländerna, Italien, Spanien och Frankrike – sammanlagt tolv gånger med fem olika klubbar – och blev skyttekung i Serie A och Ligue 1 (högsta ligorna i Italien respektive Frankrike) vid flera tillfällen. Han är den ende spelaren som representerat sju olika klubbar i Champions League, där han med 48 mål delar tiondeplatsen i turneringens historiska skytteliga. 
Hans övergång från Football Club Internazionale Milano (Inter) till FC Barcelona 2009 var då den dyraste i klubbens historia, och 2015 listade Forbes honom som världens 55:e bäst betalda kändis. Zlatan tilldelades Guldbollen elva gånger – flest av alla – och avslutade sin karriär den 4 juni 2023 efter sin sista säsong med Associazione Calcio Milan (AC Milan).

## Uppväxt
Ibrahimović växte upp i stadsdelen Rosengård i Malmö. Hans far Šefik Ibrahimović är bosniak och modern Jurka Gravić kroat. Efter föräldrarnas skilsmässa när Ibrahimović var liten bodde han först hos sin mor i Rosengård men flyttade senare till sin far. Han växte upp under enkla förhållanden och har bland annat berättat om avsaknaden av lagad mat hemma hos fadern och bråk inom familjen.
På grusplanen vid Cronmans väg började Ibrahimović spela fotboll. Han fick sina första fotbollsskor när han var fem år och började spela i Malmö BI 1988. Ibrahimović kom även att spela med BK Flagg och FBK Balkan innan han 1994 värvades till Malmö FF. Han tränade även taekwondo i 14–17-årsåldern i Malmöklubben GAK Enighet, som år 2010 tilldelade honom svart hedersbälte. Efter att ha gått ut Stenkulaskolan och gått merparten av fotbollsgymnasiet på Borgarskolan avbröt Ibrahimović studierna för att enbart satsa på fotbollen.

## Klubblagskarriär

### Malmö FF, 1999–2001
Ibrahimović gjorde A-lagsdebut i Malmö FF under Roland Anderssons ledning 1999 då han också på allvar började uppmärksammas för sitt spel; det första allsvenska målet kom 30 oktober 1999 i en match mot Västra Frölunda. Malmö åkte dock ur Allsvenskan samma år, men nästkommande säsong i Superettan blev det tolv mål från Ibrahimović, och en tredjeplats i skytteligan när klubben tog steget tillbaka upp i den högsta serien. Redan under vintern 2000/01 hade de stora klubbarna i Europa kontaktat Malmö för att knyta till sig Ibrahimović – trots att han ännu inte på allvar slagit igenom i Allsvenskan. Klubben valde dock att avvakta.
Efter ett konstmål av Ibrahimović – följt av ett målfirande, utropande "Showtime! Showtime!" – i en försäsongsmatch i spanska La Manga i mars 2001, som sågs av en rad talangscouter (bland dem Ajax dåvarande sportchef Leo Beenhakker), intensifierade nederländska AFC Ajax uppvaktningen av MFF och till sist kom man efter förhandlingar och ett "ja" från Ibrahimović överens om en övergång. Övergångssumman blev 82,5 miljoner kronor, den då högsta summan för en skandinavisk spelare.
I premiären av Allsvenskan 2001, mot AIK, gjorde Ibrahimović två mål och han spelade sedan i ytterligare sju matcher (ett mål, en utvisning) under våren innan han lämnade Sverige för proffsspel i Nederländerna.

### Ajax, 2001–2004
I juli 2001 startade Ibrahimović sin karriär i Ajax. Till en början fick han lite speltid under tränaren Co Adriaanse, men då denne sparkades i slutet av november samma år gav nye tränaren Ronald Koeman honom en ordinarie tröja. Klubben vann därpå både ligan och cupen säsongen 2001/02, och Ibrahimović gjorde sex mål på 24 matcher under sin debutsäsong.
I september 2002 gjorde Ibrahimović två mål i sin Champions League-debut, mot Olympique Lyonnais. Totalt blev det fem mål i Champions League, och 13 mål i ligan 2002/03 där Ajax slutade tvåa. Säsongen 2003/04 vann Ibrahimović och Ajax åter ligan, och även nu blev det 13 mål – på 22 matcher. År 2003 hade den italienfödde nederländaren Mino Raiola blivit Ibrahimovićs fotbollsagent, och med dennes hjälp hoppades svensken på en flytt till en större liga. 
I mitten av augusti 2004, i en landskamp mellan Sverige och Nederländerna, åsamkade Ibrahimović sin lagkamrat från Ajax, Rafael van der Vaart, en skada som holländaren senare menade varit med avsikt. Att de båda sedan tidigare inte drog jämnt och slogs om rollen som ledare i Ajax var ingen hemlighet. Bara dagar efter incidenten, i en ligamatch mot NAC Breda, buades svensken ut av sina egna supportrar då han beträdde planen, samtidigt som en skadad van der Vaart satt på läktaren. Tonläget mot svensken ändrades dock efterhand då han i matchen gjorde två mål och fyra assist; detta krönt av ett "slalom-mål" där han dribblade av fem motståndare innan han rullade in bollen i mål. Målet fick stor uppmärksamhet över hela Europa, och valdes senare till "Årets mål" av Eurosports tittare. Dagen därpå skrev Ibrahimović på för italienska Juventus, och därmed blev facit tre mål på tre matcher för Ajax under säsongen 2004/05.

### Juventus, 2004–2006
Den 31 augusti 2004 blev Ibrahimović klar för spel för den italienska klubben Juventus. Övergångssumman var 16 miljoner euro (motsvarande 155 miljoner kronor med dåvarande växelkurs). I Juventus tog han en ordinarie plats plats ganska omgående efter att klubbens stora målskytt David Trezeguet fått skadeproblem. Redan som inhoppare i premiären mot Brescia gjorde Ibrahimović sitt första mål i Serie A och punkterade matchen med sitt 3–0-mål. Under debutsäsongen i Italien när Juventus vann ligan gjorde han 16 mål på 35 matcher i ligaspelet, blev utnämnd till Årets spelare i klubben samt Årets utländska spelare i Serie A. I november 2005 tilldelades han dessutom för första gången Guldbollen som Årets bästa svenska fotbollsspelare. I Champions League, där Ibrahimović hade svarat för tre mål på tio matcher, nådde klubben kvartsfinal där man slogs ut av blivande mästarna Liverpool. Mot slutet av säsongen hade Juventus enligt uppgift avvisat ett bud på 70 miljoner euro för Ibrahimović från Real Madrid. Detta visade sig senare endast vara ett reklamtrick initierat av svenskens fotbollsagent, Mino Raiola, för att öka hans marknadsvärde.
Nästkommande säsong, 2005/06, blev svagare målmässigt för Ibrahimović jämfört med debutsäsongen. Hans roll i Juventus anfall förändrades och han flyttade sig mer mot sidlinjen för att delta i uppbyggnadsspelet, vilket gjorde att hans målgivande passningar blev fler; dock svarade han endast för sju mål på 35 matcher. Ändå behöll han sin ordinarie tröja under tränaren Fabio Capello när man också denna säsong vann ligan. Snart avslöjades dock Calciopoli-skandalen vilket innebar att Juventus fråntogs de senaste två årens ligatitlar och tvångsförflyttades ner till Serie B. Ledningen försökte övertala Ibrahimović (och flera andra toppspelare) att stanna i klubben men svensken vägrade, inledde en egen träningsstrejk vilket backades upp av agent Raiola som hotade med rättsliga åtgärder för att kunna frigöra från honom från hans kontrakt. Strejken lyckades och i augusti 2006 köptes Ibrahimović loss av Inter för motsvarande 227 miljoner kronor på ett avtal över fyra år.

### Inter, 2006–2009

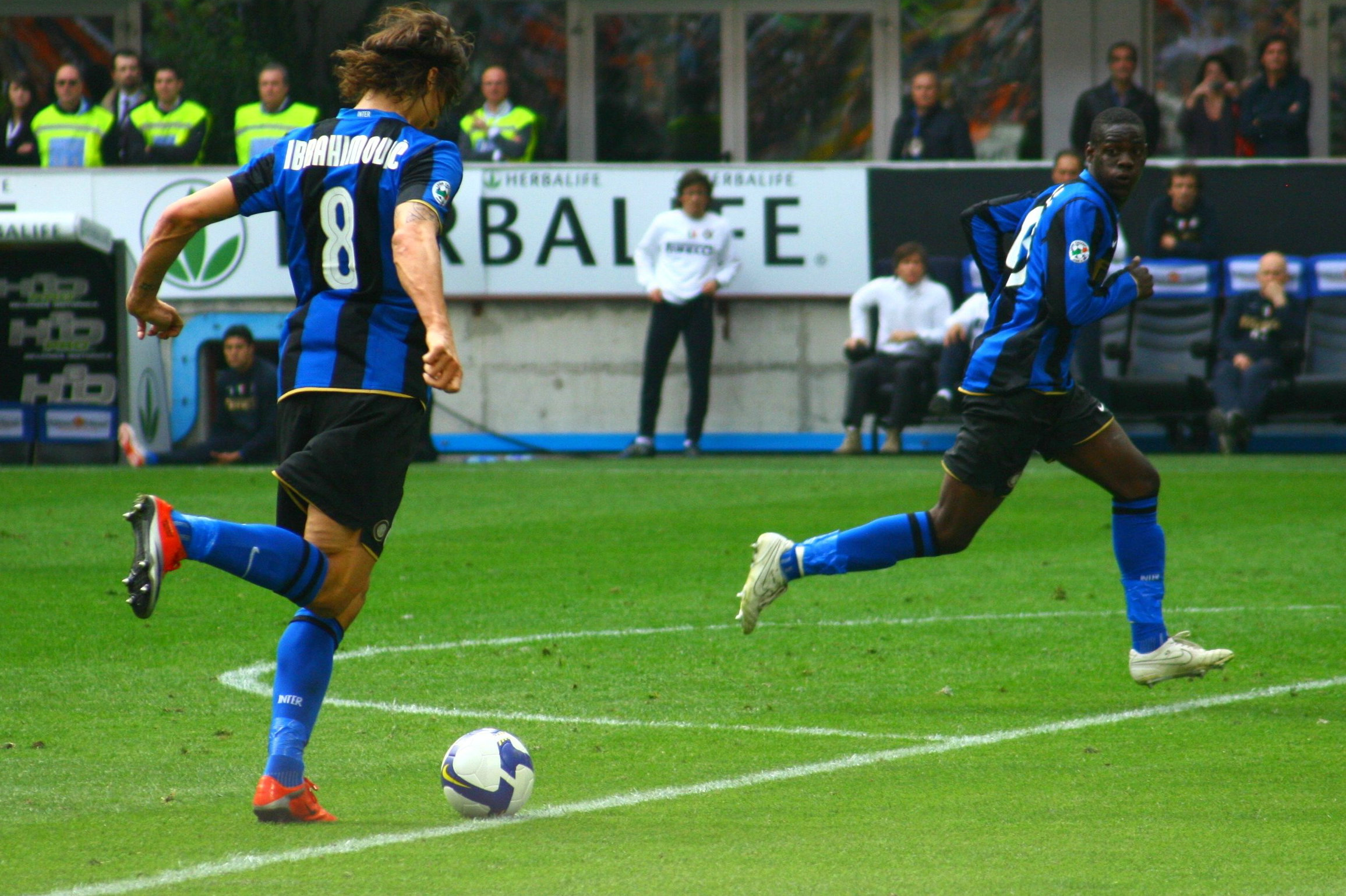
Ibrahimović med Mario Balotelli i Inters anfall, april 2009.

Ibrahimović debuterade för Inter den 26 augusti 2006 mot Roma i den italienska supercupen och spelade 90 minuter när Inter vann efter förlängning. Han gjorde sedan mål i sin Serie A-debut mot  Fiorentina den 9 september när laget började ligan med en 3–2-seger på Stadio Artemio Franchi. I slutet på oktober, i sitt första "Derby della Madonnina" mot stadsrivalen AC Milan, gjorde Ibrahimović Inters tredje mål i matchen och dessutom sitt tredje ligamål för säsongen i en 4–3-seger. Under sin första säsong i klubben vann svensken Inters interna skytteliga på 15 mål samtidigt som laget vann ligan 2006/07 på rekordantalet 97 poäng. På den svenska fotbollsgalan i november 2007 fick Ibrahimović motta sin andra Guldboll som Årets bästa svenska fotbollsspelare.
Ibrahimović spelade sin 100:e Serie A-match den 16 september 2007 på San Siro mot Catania, där han agerade som inhoppare för Hernán Crespo i en 2–0-seger. År 2007 var också året då han förlängde sitt kontrakt med Inter fram till juni 2013, detta med en årslön på ca 120 miljoner kr vilket tillsammans med Kaká rapporterades göra honom till världens då högst betalda fotbollsspelare. Efter en skadefylld period med ett krånglande knä under våren 2008 var Ibrahimović tillbaka till säsongens sista ligamatch. Efter en bortovaro på nära två månader hoppade han i andra halvlek in och gjorde Inters båda mål i 2–0-segern mot Parma och därmed säkrade han på egen hand klubbens andra raka ligatitel. Sammantaget blev det 17 mål på 26 ligamatcher säsongen 2007/08 och senare, på den italienska fotbollsgalan, fick han ta emot utmärkelserna för Årets utländska spelare och Årets spelare i Serie A. I Champions League-spelet hade Inter vunnit sin grupp och Ibrahimović var efter gruppspelet i delad ledning i skytteligan med fem mål. Inter åkte dock, precis som föregående säsong, ut i åttondelsfinal. Vid årets slut nominerades han till Ballon d'Or i vars omröstning han slutade på nionde plats efter vinnaren Cristiano Ronaldo. Sveriges inhemska pris, Guldbollen, tilldelades dock för andra året i rad Ibrahimović som därmed blev historisk som den förste att få priset tre gånger.
Ibrahimović startade sin tredje säsong i Inter, under nye tränaren Jose Mourinho, med att vinna Supercoppa Italia mot Roma; detta efter straffsparksläggning där svensken var en av de som gjorde mål. Han gjorde sedan sitt lags enda mål i Serie A-inledningen 2008/09, mot Sampdoria, i en match som slutade oavgjort, 1–1. I oktober, i en match mot Bologna på hemmaplan som Inter vann 2–1, gjorde Ibrahimović ett mål som blev omtalat. Med en högerklack på ett hårt inlägg från vänster från anfallskollegan Adriano styrde han upp bollen det vänstra krysset utan chans för Francesco Antonioli. Målet valdes senare till Årets mål i Serie A. Målmässigt fortsatte Ibrahimović att imponera under säsongen och inför avslutningsmatchen i ligan mot Atalanta hade han som förste svensk (efter Gunnar Nordahl) på 54 år chansen att vinna skytteligan i Serie A. Med två mål, varav det sista en spektakulär klack föregånget av en intensiv kamp med två försvarare, säkrade han 4–3-segern för Inter och titeln som skyttekung åt sig själv. Totalt i ligan, som Inter vann för tredje året i rad, gjorde han under säsongen 25 mål medan Marco Di Vaio och Diego Milito båda stannade på 24 mål. Ibrahimović utsågs senare till både Årets utländska spelare och Årets spelare i Serie A, detta för andra säsongen i rad. Även på hemmaplan prisades han då han som förste spelare någonsin fick motta Guldbollen som Sveriges bästa fotbollsspelare för fjärde gången.
I Europa gick det mindre bra för Inter som åkte ut i åttondelsfinalen i Champions League mot Manchester United. Under försäsongen 2009/10 menade Ibrahimović att han gärna skulle lämna Italien för spel i Spanien för att ha större chanser att vinna turneringen. Detta var också något han internt meddelade laget. Uttalandena resulterade i spekulationer om huruvida svensken skulle komma att lämna Inter för Barcelona eller Real Madrid.

### FC Barcelona, 2009–2010

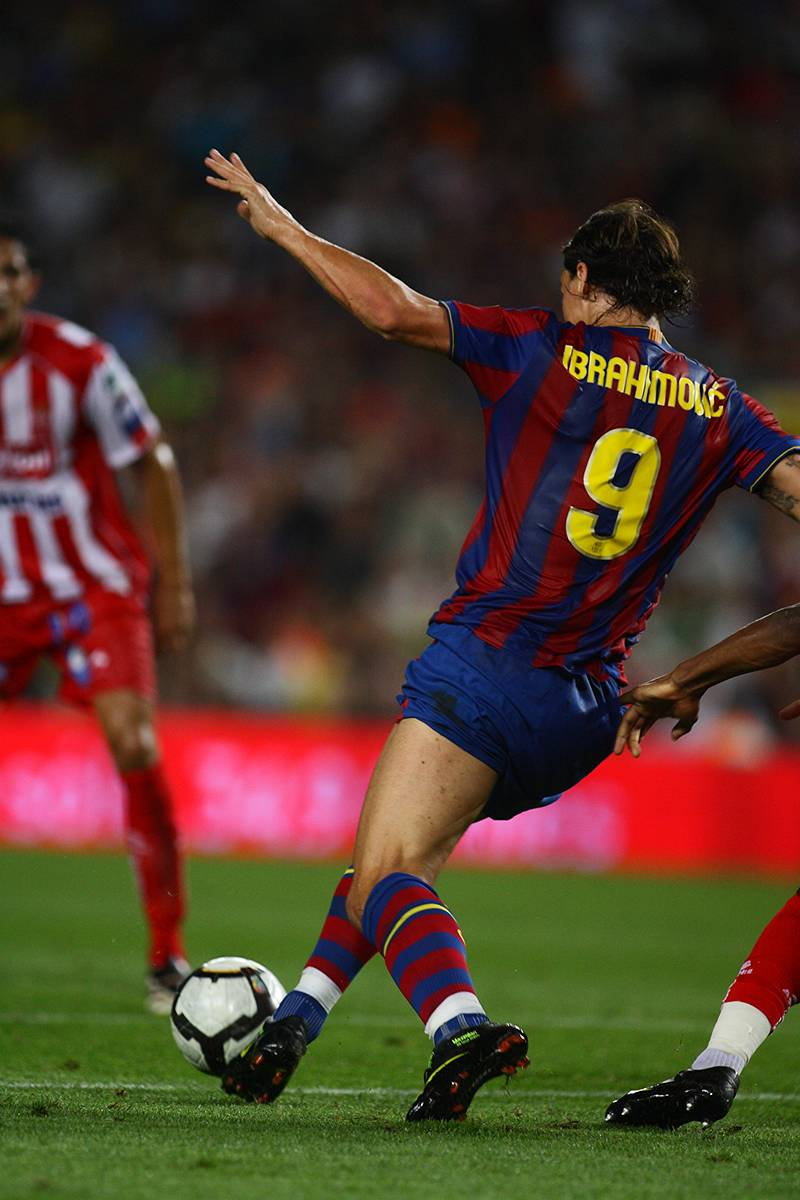
Ibrahimović spelande för Barcelona, augusti 2009.

I juli 2009 inleddes förhandlingar mellan Inter och FC Barcelona gällande en övergång för Ibrahimović. Till sist nådde man en överenskommelse som innebar att Barcelona skulle betala 46 miljoner euro för svensken och samtidigt släppa Samuel Eto'o (värderad till 20 miljoner euro) till Inter. Affären, med en utköpsklausul på 250 miljoner euro, slutfördes den 27 juli 2009 då Ibrahimović presenterades inför ca 70 000 fans på Barcelonas hemmaarenan Camp Nou. Samtidigt tilldelades Ibrahimović tröjnummer 9, vilket tidigare burits av Samuel Eto'o.
Ibrahimović ådrog sig dock en fraktur i vänsterhanden i juli, vilket gjorde att han tvingades till en operation och missade en del av försäsongen. Den första tävlingsmatchen för klubben blev returmötet i den spanska Supercupfinalen, mot Atletic Bilbao den 23 augusti.  Ibrahimović spelade från start och noterades för en assist i en match som slutade 3–0 till Barcelona som därmed vann Supercupfinalen med totalt 5–1. Fem dagar senare vann vann Barcelona också UEFA Supercup efter 1–0 mot FC Sjachtar Donetsk. 
Vid seriepremiären den 31 augusti hemma på Camp Nou gjorde Ibrahimović 3–0 mot Sporting Gijon med en språngnick i slutminuterna. I de nästkommande fyra matcherna i ligan stod han för ett mål per match och därmed blev han förste Barcelona-spelare att göra mål i sina första fem seriematcher med klubben. Den tidigare innehavaren av rekordet var Hristo Stoitjkov som gjorde mål i sina första tre matcher säsongen 1990/91. I slutet på november avgjorde Ibrahimović det omtalade El Clásico (möten mellan Barcelona och Real Madrid) efter att ha blivit inbytt i den femtioförsta minuten, och därmed tog sig Barcelona upp i serieledning i La Liga.
Ibrahimovićs höstsäsong var stark då han stod för elva mål och ett flertal assist i serien. Våren gick emellertid trögare och Ibrahimović fick sämre betyg och gjorde färre mål. Totalt i La Liga och Champions League gjorde han 20 mål och nio assist och slutade därmed tvåa i Barcelonas interna poäng- och skytteliga efter Lionel Messi. Barcelona blev spanska mästare, men i Champions League förlorade man i semifinalen mot Ibrahimovićs förra klubb Inter, som senare vann turneringen. Efter utträdet ur Champions League förlorade han sin ordinarie plats i Barcelonas startelva och spekulationer om ett klubbyte satte i gång.
I augusti 2010 hjälpte Ibrahimović Barcelona att vinna den spanska Supercupen mot Sevilla. I det första mötet startade han och gjorde första målet i matchen, men Barcelona föll med 1–3. I returmatchen på Camp Nou satt han hela matchen på bänken och såg laget vinna med 4–0, vilket gav det sammanlagda resultatet 5–3. Detta blev den femte och sista titeln för Ibrahimović med Barcelona. Han vann den spanska Supercupen två gånger (2009 och 2010), UEFA:s Supercup en gång (2009), La Liga en gång (2010) och VM för klubblag en gång (2009).

### AC Milan, 2010–2012

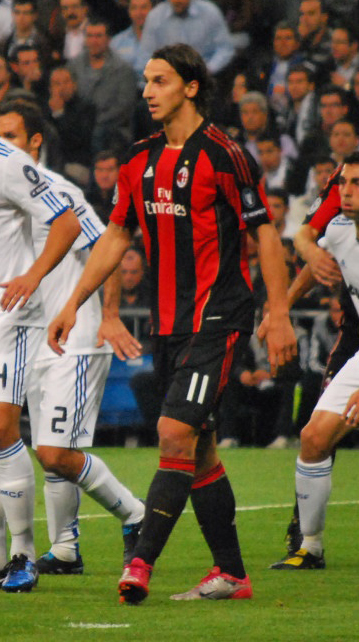
Ibrahimovićs Milan mot Real Madrid i Champions League, oktober 2010.

Lördagen den 28 augusti 2010 skrev Ibrahimović på för AC Milan, där hans anfallskolleger var bland andra Ronaldinho, Alexandre Pato och Filippo Inzaghi. Enligt kontraktet lånades svensken ut av Barcelona till Milan under säsongen 2010/11 med möjlighet till köp för 24 miljoner euro i slutet av säsongen. Hans tröjnummer i Milan blev 11, som blev ledigt efter att Klaas-Jan Huntelaar lämnat Milan för Schalke 04. Ibrahimović hann inte bli spelklar till ligapremiäromgången och fick från läktaren se Milan vinna med 4–0.
Ibrahimovićs första ligamål med Milan kom den 22 september 2010 i bortamötet med Lazio, som slutade 1–1. Milan gjorde en bra säsong i Italien och vann Serie A för första gången på sju år. Laget tog sig vidare från gruppspelet i Champions League men åkte ut i åttondelsfinal. Totalt under säsongen gjorde Ibrahimović 14 mål i Serie A och fyra i Champions League.
Ibrahimović drabbades av en fotskada i en vänskapsmatch mot Malmö FF inför säsongsstarten av Serie A 2011/12. Därmed missade han Milans första fyra matcher i ligan. Efter den sämsta inledningen av säsongen på tio år för laget blev Ibrahimovićs återkomst en bidragande orsak till att laget började klättra uppåt i tabellen. Söndagen den 27 november 2011 gjorde Ibrahimović sitt 100:e Serie A-mål i 4–0-segern i en hemmamatch mot Chievo. Vid årsskiftet hade Milan tagit ledningen i Serie A och Ibrahimović var tvåa i Serie A:s skytteliga (elva mål, varav fem på straff).
Vid den italienska fotbollsgalan i januari 2012 fick Ibrahimović ta emot priset som Årets spelare i Italien 2011. Därmed blev han förste spelare i Italien att få priset tre gånger. Säsongen 2011/12 vann Ibrahimović Serie A:s skytteliga för andra gången. Han blev den förste spelaren att vinna Serie A:s skytteliga med två olika klubbar: Inter (2008/09) och Milan (2011/12).

### Paris Saint-Germain, 2012–2016

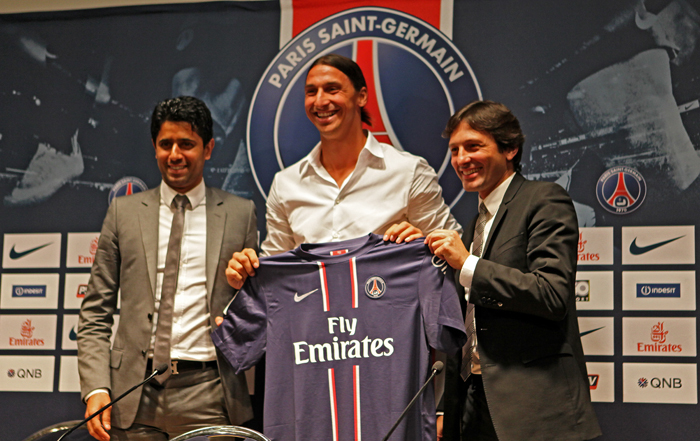
Ibrahimović med PSG:s sportdirektör Leonardo (till höger) och klubbens president Nasser Al-Khelaifi (till vänster), juli 2012.

Onsdagen den 18 juli 2012 genomgick Ibrahimović den obligatoriska läkarundersökningen och presenterades därpå som ett nyförvärv av Paris Saint-Germain vid en presskonferens. Några dagar före Ibrahimovićs övergång till Paris SG hade klubbkamraten från Milantiden försvararen Thiago Silva också köpts av den hårdsatsande franska klubben. I och med sin övergång till PSG kom han återigen att spela i samma lag som Maxwell.
Säsongen 2012/13 gick bra för såväl Ibrahimović som PSG. Paris vann franska ligan för första gången sedan 1994. I Champions League gick klubben till kvartsfinal. Ibrahimović vann skytteligan i Frankrike på 30 mål och blev den förste spelaren på drygt 20 år att nå 30 mål under en säsong.
Även nästkommande säsongerna 13/14, 14/15 och 15/16 vann PSG ligan och Ibrahimović vann skytteligan säsongerna 13/14 och 15/16.
Ibrahimović blev i oktober 2015 PSG:s bäste målskytt genom tiderna och sedan december 2015 även klubbens bäste målskytt i den franska högstadivisionen tillika klubbens bäste målskytt i de europeiska cuperna.

### Manchester United, 2016–2018
Efter en längre tids spekulationer om Ibrahimovićs nästa klubb på grund av hans utgående kontrakt med PSG meddelade han via sin Instagram-kanal i juni 2016 att nästa anhalt skulle bli Manchester United. Här återförenades han med sin tidigare tränare José Mourinho.
I kvartsfinalen i Europa League mot Anderlecht i april 2017 ådrog sig Ibrahimović en allvarlig ligamentskada (korsband) i sitt högra knä efter att ha landat illa efter en luftduell. Han opererades därpå av världsledande knäkirurger vid University of Pittsburgh Medical Center i USA. Under säsongen 2016/17 gjorde Ibrahimović, trots sin skada, 17 mål på 28 matcher i Premier League och totalt 46 matcher och 28 gjorda mål. Med detta blev han klubbens interna skyttekung.
I juni 2017 meddelades det via Premier Leagues egen sajt att Manchester United skulle släppa ifrån sig Ibrahimović under sommaren 2017, vilket innebar att optionen på 1 års förlängning inte skulle utnyttjas. I slutet av augusti meddelade klubben dock att man skrivit ett nytt kontrakt med Ibrahimović gällande säsongen 2017/18. Comebacken efter knäskadan kom i mitten av november i ett inhopp mot Newcastle. Svensken kom dock aldrig riktigt tillbaka till den kvalitet han själv eftersträvade och efter en ny besvärlig tid med fortsatta formproblem bröt han och klubben i slutet av mars 2018 ömsesidigt det pågående kontraktet. Samtidigt avslöjades det att Ibrahimović skulle fortsätta sin karriär i Los Angeles Galaxy i den nordamerikanska ligan MLS.

### Los Angeles Galaxy, 2018–2019
Ibrahimović gjorde sin debut i MLS den 31 mars 2018 då hans LA Galaxy mötte Los Angeles FC på hemmaplan i ligans första Los Angeles-derby. Han blev inbytt efter 71 minuter vid underläge 1–3, och bidrog omedelbart till det anfall som resulterade i reducering till 2–3, innan han själv gjorde två mål och fastställde slutresultatet till 4–3. I sin tredje match gjorde han matchens enda mål mot Chicago Fire, men därefter följde en mållös period på fem matcher.
I maj 2018 blev Ibrahimović utvisad för att ha slagit Impact de Montréals Michael Petrasso i huvudet efter att denne ställt sig på hans fot. I sin återkomst efter avstängningen gjorde han två mål när hans lag besegrade FC Dallas med 3–2. Därefter höll hans målform i sig, och under en period av två månader fram till slutet av augusti gjorde Ibrahimović tolv ligamål på nio matcher. Vid två tillfällen i augusti och september blev han dock bötfälld av ligan för att ha vidrört en motspelares huvud.
Vid MLS Awards 2018 belönades Ibrahimović med tre olika pris: Årets nykomling i ligan, Årets mål och en plats i MLS bästa elva. Även vid MLS Awards 2019 belönades Ibrahimović med en plats i MLS bästa elva.

### AC Milan, 2020–2023
Den 27 december 2019 meddelade AC Milan att man hade skrivit kontrakt med den kontraktslöse Ibrahimović för den resterande delen av säsongen med möjlighet till förlängning nästkommande säsong. Ibrahimović sa sig i samband med presentationen vilja ”ändra riktningen för säsongen”. 
Med 21 återstående omgångar låg Milan på en 11:e plats i tabellen med 21 poäng på 17 omgångar. Man avslutade säsongen starkt till en slutlig 6:e plats och kvalificerade sig därmed för Europa League. Också på det individuella planet blev säsongen lyckad, och i juli utnämndes Ibrahimović till månadens spelare i Serie A. Totalt blev det 11 mål och 5 assist under den avslutande delen av säsongen 2019/20 för Milan.
Milan och Ibrahimović inledde säsongen 2020/21 starkt. Efter åtta omgångar var Milan i topp i tabellen och Ibrahimović ledde skytteligan på 10 mål. Redan i slutet av september vid säsongsinledningen hade svensken dock smittats av det pandemiska coronaviruset och tvingats till ett uppehåll på två ligamatcher (omgång 2 och 3). Efter att ha kommit tillbaka i spel och fortsatt att producera mål drabbades han av flera ytterligare ofrivilliga uppehåll på grund av skador. Milan tappade under vårvintern sin ledning i tabellen till lokalkonkurrenten Inter och i början på mars låg laget två i tabellen efter 26 spelade matcher. Ibrahimović själv parkerade på andra plats i skytteligan, detta via 14 mål på 14 spelade matcher.
Säsongen 2021/22 resulterade i Milans första ligaguld sedan 2011/12. Ibrahimović spelade 15 av de 23 första omgångarna, med 8 gjorda mål på 11 starter samt 4 inhopp. Därefter återstod 15 omgångar som resulterade i två skadeuppehåll motsvarande 6 matcher, varav de övriga 9 matcherna handlade om 8 kortare inhopp samt en hel match på bänken. Den 30 april 2022 avled hans agent Mino Raiola vid 54 års ålder. Den 25 maj 2022, tre dagar efter att Milan avslutat säsongen och firat ligaguldet, meddelades det att Ibrahimović hade fått sitt vänstra knä opererat samt att han förväntades bli borta i minst 7–8 månader, det vill säga till minst december 2022 eller januari 2023.
Den 18 juli 2022 skrev Ibrahimović på ett nytt ettårskontrakt till den 30 juni 2023 med Milan. Ibrahimović gjorde comeback efter operationen som inhoppare den 26 februari 2023 hemma mot Atalanta i den 24:e omgången. 
I en bortamatch mot Udinese den 19 mars 2023, som senare skulle visa sig bli hans sista för klubblag, blev han den äldste målgöraren genom tiderna i Serie A. Målet skedde på straff under ordinarie speltid och han var 41 år och 167 dagar. Den tidigare rekordhållaren var Allesandro Costacurta, som år 2007 också gjorde mål för Milan på straff mot Udinese.
Efter Udinesematchen drog Ibrahimović på sig en ny skada vid en landslagssamling i slutet av mars 2023. Det ledde till tre missade matcher i Serie A med Milan. Därefter var Ibrahimović åter i Milans matchtrupp hemma mot Lecce den 23 april 2023 (omgång 31), men redan under uppvärmningen skadade han sig i ena vaden, vilket ledde till att han missade resterande matcher under säsongen. Facit för Ibrahimovićs 2022/23 blev 1 mål på 4 matcher, varav 1 match från start samt 3 kortare inhopp. Ibrahimović fick även se sitt lag nå semifinal i Champions League, där Inter vann dubbelmötet med 3–0.
Den 4 juni 2023 i samband med säsongsavslutningen av Serie A 2022/23 hemma på San Siro mot Hellas Verona meddelade Ibrahimović att han avslutar sin spelarkarriär med omedelbar verkan.

## Landslagskarriär

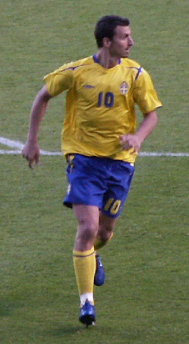
Ibrahimović spelande för Sverige, 2006.

Ibrahimović gjorde sin debut i landslaget den 31 januari 2001, då Sverige och Färöarna spelade 0–0 i Växjö Tipshall i en match som ingick i herrarnas NM i fotboll 2000/01. I landskampen fick Ibrahimović ta emot priset som matchens lirare. Den 23 mars 2001 gjorde han debut i U21-landslaget då Sverige vann med 2–0 mot Makedonien i Borås i en kvalmatch till U21-EM 2002 och han gjorde ett av Sveriges mål. Under sommaren var han med i det svenska landslag som gick till åttondelsfinal i VM. Ibrahimović fick lite speltid men gjorde två inhopp, mot Argentina i gruppspelet och i åttondelsfinalen mot Senegal.
Sommaren 2004 spelade Ibrahimović EM med Sveriges landslag, där han hade spelat till sig en ordinarie plats. I detta EM gjorde han två mål på fyra matcher och Sverige nådde till kvartsfinal.
I sommarens VM-slutspel 2006 åkte landslaget ut i åttondelsfinal och Ibrahimović blev mållös. Under mästerskapet hade han problem med ljumskarna och missade därför andra halvleken mot Paraguay och matchen mot England i gruppspelet. I åttondelsfinalen mot Tyskland, som förlorades med 2–0, hade han ett skott i stolpen.
Ibrahimović deltog inte i landslaget under hösten och vintern 2006/07 efter att ha blivit hemskickad från en landslagssamling i september 2006. Orsaken var att han tillsammans med lagkamraterna Christian Wilhelmsson och Olof Mellberg kommit till hotellet senare än bestämt och därmed brutit mot svenska landslagets regler. Ibrahimović tackade nej till landslagspel i EM-kvalmatcherna mot Island och Spanien. I mars 2007 återanslöt sig Ibrahimović till landslaget. Under året säkrade laget avancemang till EM. Ibrahimović belönades senare med Guldbollen och Jerringpriset 2007 för sina insatser i Inter och landslaget.
I EM 2008 spelade Ibrahimović halvskadad efter att hans knäskada från vårsäsongen med Inter inte velat läka. I premiären gjorde han 1–0 för Sverige mot Grekland och 1–1 i förlustmatchen mot Spanien. I november 2008 blev han förste svenske fotbollsspelare att ta emot Guldbollen för tredje gången.
I sin 56:e landskamp (VM-kvalmatchen Sverige–Portugal på Råsunda 11 oktober 2008) fick han för första gången bära lagkaptensbindeln, efter att lagkaptenen Henrik Larsson lämnat återbud till matchen efter skada. I VM-kvalet till VM i Sydafrika 2010 gjorde han ett viktigt mål i absolut sista sekunden borta mot Ungern, vilket bevarade Sveriges chanser till en förstaplats i gruppen. 
Sedan Erik Hamrén tillträtt som ny förbundskapten uppgav Ibrahimović att han gjort sitt i landslaget men att han kunde komma att ändra sig
och i juli 2010 tackade Ibrahimović ja till fortsatt landslagsspel. Den 11 augusti i en träningslandskamp mot Skottland blev det comeback, och Zlatan gjorde 1–0 redan i den fjärde matchminuten.
Han har stått för fyra hattrick i landslaget, mot Malta 2004, mot Finland 2011, mot England 2012 och mot Norge 2013.
Den 4 september 2014 blev Ibrahimović den främste målskytten genom tiderna i Sveriges herrlandslag i fotboll, då han gjorde två mål i en landskamp mot Estland och därmed klev upp på 50 mål – ett mer än Sven Rydell. 
Inför den sista matchen i gruppspelet i EM 2016, mot Belgien, meddelade Ibrahimović att det skulle bli hans sista i landslaget – om laget inte tog sig vidare till åttondelsfinal. Sverige förlorade med 1–0 och därmed var landslaget ett avslutat kapitel.

### Comeback
Men efter att Ibrahimović efter en stark säsong i Milan i november 2020 fått sin tolfte guldboll som Sveriges bästa fotbollsspelare avslöjade han att han saknat landslaget. På en eventuell fråga från förbundskapten Janne Andersson som under åren efter tackat nej till att fortsätta spela i landslaget, fått utstå stark kritik av den senare för sitt sätt att leda landslaget, om han åter var "uttagningsbar" menade han att han skulle svara ”Ge mig tid, jag ska tänka på det”. Kort därefter reste Andersson ner till Milano för ett möte med Ibrahimović som förbundskaptenen efteråt kommenterade som "bra och givande". Efter månader av spekulationer meddelade Svenska Fotbollförbundet, i mitten av mars 2021, det som många redan anat – att Ibrahimović gör comeback i landslaget efter mer än 4,5 års bortovaro skulle bli av. Detta då han blivit uttagen till VM-kvalmatcherna mot Georgien och Kosovo och träningslandskampen mot Estland under våren. Genom sin start i hemmamatchen mot Georgien, där han assisterade till Viktor Claessons mål – som blev det enda målet i matchen – blev Zlatan den hittills äldste att spela en tävlingsmatch i Sveriges landslag. Han assisterade sedan till Ludwig Augustinssons ledningsmål i den efterföljande 3–0-segern mot Kosovo innan han blev utbytt i den 67:e minuten.
Ibrahimović spelade sin sista landskamp den 24 februari 2023, en hemmamatch i EM-kvalet mot Belgien. Ibrahimović påbörjade matchen på bänken, men byttes in i den 73:e minuten, till publikens stora jubel. Matchen slutade 3-0 till Belgien. Denna match visade sig bli den sista i hans karriär, då han skadade sig efter den och inte lyckades återhämta sig innan säsongens slut.

## Klubbstatistik
| Klubb | Säsong            | Inhemsk liga      | Inhemsk liga | Inhemsk liga | Nat. täv. | Nat. täv. | Internat. täv. | Internat. täv. | Totalt | Totalt |
| Klubb | Säsong            | Serie             | SM           | Mål          | SM        | Mål       | SM             | Mål            | SM     | Mål    |
| --- | ----------------- | ----------------- | ------------ | ------------ | --------- | --------- | -------------- | -------------- | ------ | ------ |
| Malmö FF | 1999              | Allsvenskan       | 6            | 1            | 0         | 0         | 0              | 0              | 6      | 1      |
| Malmö FF | 2000              | Superettan        | 26           | 12           | 2         | 1         | 0              | 0              | 28     | 13     |
| Malmö FF | 2001              | Allsvenskan       | 8            | 3            | 4         | 0         | 0              | 0              | 12     | 3      |
| Malmö FF | Totalt i klubblag | Totalt i klubblag | 40           | 16           | 6         | 1         | 0              | 0              | 46     | 17     |
| Ajax | 2001–02           | Eredivisie        | 24           | 6            | 3         | 0         | 2+4            | 0+2            | 33     | 8      |
| Ajax | 2002–03           | Eredivisie        | 25           | 13           | 3+1       | 3+0       | 13             | 5              | 42     | 21     |
| Ajax | 2003–04           | Eredivisie        | 22           | 13           | 1         | 0         | 8              | 2              | 31     | 15     |
| Ajax | 2004–05           | Eredivisie        | 3            | 3            | 1         | 0         | 0              | 0              | 4      | 3      |
| Ajax | Totalt i klubblag | Totalt i klubblag | 74           | 35           | 9         | 3         | 27             | 9              | 110    | 47     |
| Juventus | 2004–05           | Serie A           | 35           | 16           | 0         | 0         | 10             | 0              | 45     | 16     |
| Juventus | 2005–06           | Serie A           | 35           | 7            | 2+1       | 0+0       | 9              | 3              | 47     | 10     |
| Juventus | Totalt i klubblag | Totalt i klubblag | 70           | 23           | 3         | 0         | 19             | 3              | 92     | 26     |
| Inter | 2006–07           | Serie A           | 27           | 15           | 1+1       | 0+0       | 7              | 0              | 36     | 15     |
| Inter | 2007–08           | Serie A           | 26           | 17           | 1         | 0         | 7              | 5              | 34     | 22     |
| Inter | 2008–09           | Serie A           | 35           | 25           | 3+1       | 3+0       | 8              | 1              | 47     | 29     |
| Inter | Totalt i klubblag | Totalt i klubblag | 88           | 57           | 7         | 3         | 22             | 6              | 117    | 66     |
| Barcelona | 2009–10           | La Liga           | 29           | 16           | 2+1+1+2   | 1+0+0+0   | 10             | 4              | 45     | 21     |
| Barcelona | 2010–11           | La Liga           | 0            | 0            | 1         | 1         | 0              | 0              | 1      | 1      |
| Barcelona | Totalt i klubblag | Totalt i klubblag | 29           | 16           | 7         | 2         | 10             | 4              | 46     | 22     |
| Milan | 2010–11           | Serie A           | 29           | 14           | 4         | 3         | 8              | 4              | 41     | 21     |
| Milan | 2011–12           | Serie A           | 32           | 28           | 3+1       | 1+1       | 8              | 5              | 44     | 35     |
| Milan | Totalt i klubblag | Totalt i klubblag | 61           | 42           | 8         | 5         | 16             | 9              | 85     | 56     |
| Paris Saint-Germain | 2012–13           | Ligue 1           | 34           | 30           | 3         | 2         | 9              | 3              | 46     | 35     |
| Paris Saint-Germain | 2013–14           | Ligue 1           | 33           | 26           | 5         | 5         | 8              | 10             | 46     | 41     |
| Paris Saint-Germain | 2014–15           | Ligue 1           | 24           | 19           | 7         | 7         | 6              | 2              | 37     | 28     |
| Paris Saint-Germain | 2015–16           | Ligue 1           | 31           | 38           | 10        | 7         | 10             | 5              | 51     | 50     |
| Paris Saint-Germain | Totalt i klubblag | Totalt i klubblag | 122          | 113          | 25        | 21        | 33             | 20             | 180    | 154    |
| Manchester United | 2016–17           | Premier League    | 28           | 17           | 1+1+5     | 1+1+4     | 11             | 5              | 46     | 28     |
| Manchester United | 2017–18           | Premier League    | 5            | 0            | 1         | 1         | 1              | 0              | 7      | 1      |
| Manchester United | Totalt i klubblag | Totalt i klubblag | 33           | 17           | 8         | 7         | 12             | 5              | 53     | 29     |
| Los Angeles Galaxy | 2018              | MLS               | 27           | 22           | 0         | 0         | 0              | 0              | 27     | 22     |
| Los Angeles Galaxy | 2019              | MLS               | 29           | 30           | 2         | 1         | 0              | 0              | 31     | 31     |
| Los Angeles Galaxy | Totalt i klubblag | Totalt i klubblag | 56           | 52           | 2         | 1         | 0              | 0              | 58     | 53     |
| Milan | 2019–20           | Serie A           | 18           | 10           | 2         | 1         | 0              | 0              | 20     | 11     |
| Milan | 2020–21           | Serie A           | 19           | 15           | 2         | 1         | 6              | 1              | 27     | 17     |
| Milan | 2021–22           | Serie A           | 23           | 8            | 0         | 0         | 4              | 0              | 27     | 8      |
| Milan | 2022–23           | Serie A           | 4            | 1            | 0         | 0         | 0              | 0              | 4      | 1      |
| Milan | Totalt i klubblag | Totalt i klubblag | 64           | 34           | 4         | 2         | 10             | 1              | 78     | 37     |
| Antal matcher och mål är korrekt per den 9 juni 2023 Manchester United statistik (antal matcher/mål för Zlatan) uppdaterad per 20 april 2017. Nationell turnering säsongen 2019 med LA Galaxy är MLS Cup. Zlatan Ibrahimovic anslöt till Milan säsongen 2019–20 mellan omgång 17 och 18.'' |                   |                   |              |              |           |           |                |                |        |        |

## Landslagsstatistik
| Sveriges landslag |         |     |
| År                | Matcher | Mål |
| 2001              | 5       | 1   |
| 2002              | 10      | 2   |
| 2003              | 4       | 3   |
| 2004              | 12      | 8   |
| 2005              | 5       | 4   |
| 2006              | 5       | 0   |
| 2007              | 7       | 0   |
| 2008              | 7       | 2   |
| 2009              | 6       | 2   |
| 2010              | 4       | 3   |
| 2011              | 11      | 3   |
| 2012              | 8       | 11  |
| 2013              | 11      | 9   |
| 2014              | 5       | 3   |
| 2015              | 10      | 11  |
| 2016              | 5       | 0   |
| 2017              | 0       | 0   |
| 2018              | 0       | 0   |
| 2019              | 0       | 0   |
| 2020              | 0       | 0   |
| 2021              | 4       | 0   |
| 2022              | 1       | 0   |
| Totalt            | 121     | 62  |

### Landslagsmål
| Landskampsmål för Sverige | Landskampsmål för Sverige | Landskampsmål för Sverige          | Landskampsmål för Sverige | Landskampsmål för Sverige | Landskampsmål för Sverige | Landskampsmål för Sverige | Landskampsmål för Sverige | Landskampsmål för Sverige |
| Nr                        | Datum                     | Spelplats                          | Hemmalag                  | Resultat                  | Bortalag                  | Mål                       | Evenemang                 |                           |
| ------------------------- | ------------------------- | ---------------------------------- | ------------------------- | ------------------------- | ------------------------- | ------------------------- | ------------------------- | ------------------------- |
| 1                         | 7 oktober 2001            | Råsundastadion, Stockholm          | Sverige                   | 3–0                       | Azerbajdzjan              | 3–0                       | Kval till VM 2002         |                           |
| 2                         | 21 augusti 2002           | Lokomotivstadion, Moskva           | Ryssland                  | 1–1                       | Sverige                   | 1–1                       | Träningsmatch             |                           |
| 3                         | 12 oktober 2002           | Råsundastadion, Stockholm          | Sverige                   | 1–1                       | Ungern                    | 1–1                       | Kval till EM 2004         |                           |
| 4                         | 30 april 2003             | Råsundastadion, Stockholm          | Sverige                   | 1–2                       | Kroatien                  | 1–1                       | Träningsmatch             |                           |
| 5                         | 6 september 2003          | Ullevi, Göteborg                   | Sverige                   | 5–0                       | San Marino                | 3–0                       | Kval till EM 2004         |                           |
| 6                         | 6 september 2003          | Ullevi, Göteborg                   | Sverige                   | 5–0                       | San Marino                | 5–0                       | Kval till EM 2004         |                           |
| 7                         | 31 mars 2004              | Ullevi, Göteborg                   | Sverige                   | 1–0                       | England                   | 1–0                       | Träningsmatch             |                           |
| 8                         | 14 juni 2004              | Estádio José Alvalade, Lissabon    | Sverige                   | 5–0                       | Bulgarien                 | 4–0                       | EM 2004                   |                           |
| 9                         | 18 juni 2004              | Estádio do Dragão, Porto           | Italien                   | 1–1                       | Sverige                   | 1–1                       | EM 2004                   |                           |
| 10                        | 18 augusti 2004           | Råsundastadion, Stockholm          | Sverige                   | 2–2                       | Nederländerna             | 2–2                       | Träningsmatch             |                           |
| 11                        | 4 september 2004          | Ta’ Qali-stadion, Ta’ Qali         | Malta                     | 0–7                       | Sverige                   | 0–1                       | Kval till VM 2006         |                           |
| 12                        | 4 september 2004          | Ta’ Qali-stadion, Ta’ Qali         | Malta                     | 0–7                       | Sverige                   | 0–2                       | Kval till VM 2006         |                           |
| 13                        | 4 september 2004          | Ta’ Qali-stadion, Ta’ Qali         | Malta                     | 0–7                       | Sverige                   | 0–3                       | Kval till VM 2006         |                           |
| 14                        | 4 september 2004          | Ta’ Qali-stadion, Ta’ Qali         | Malta                     | 0–7                       | Sverige                   | 0–5                       | Kval till VM 2006         |                           |
| 15                        | 4 juni 2005               | Ullevi, Göteborg                   | Sverige                   | 6–0                       | Malta                     | 4–0                       | Kval till VM 2006         |                           |
| 16                        | 3 september 2005          | Råsundastadion, Stockholm          | Sverige                   | 3–0                       | Bulgarien                 | 3–0                       | Kval till VM 2006         |                           |
| 17                        | 7 september 2005          | Ferenc Puskás-stadion, Budapest    | Ungern                    | 0–1                       | Sverige                   | 0–1                       | Kval till VM 2006         |                           |
| 18                        | 12 oktober 2005           | Råsundastadion, Stockholm          | Sverige                   | 3–1                       | Island                    | 1–1                       | Kval till VM 2006         |                           |
| 19                        | 10 juni 2008              | Stadion Wals-Siezenheim i Salzburg | Grekland                  | 0–2                       | Sverige                   | 0–1                       | EM 2008                   |                           |
| 20                        | 14 juni 2008              | Tivoli Neu i Innsbruck             | Sverige                   | 1–2                       | Spanien                   | 1–1                       | EM 2008                   |                           |
| 21                        | 10 juni 2009              | Ullevi, Göteborg                   | Sverige                   | 4–0                       | Malta                     | 3–0                       | Kval till VM 2010         |                           |
| 22                        | 5 september 2009          | Ferenc Puskás-stadion, Budapest    | Ungern                    | 1–2                       | Sverige                   | 1–2                       | Kval till VM 2010         |                           |
| 23                        | 11 augusti 2010           | Råsundastadion, Stockholm          | Sverige                   | 3–0                       | Skottland                 | 1–0                       | Träningsmatch             |                           |
| 24                        | 7 september 2010          | Swedbank Stadion, Malmö            | Sverige                   | 6–0                       | San Marino                | 1–0                       | Kval till EM 2012         |                           |
| 25                        | 7 september 2010          | Swedbank Stadion, Malmö            | Sverige                   | 6–0                       | San Marino                | 5–0                       | Kval till EM 2012         |                           |
| 26                        | 7 juni 2011               | Råsundastadion, Stockholm          | Sverige                   | 5–0                       | Finland                   | 2–0                       | Kval till EM 2012         |                           |
| 27                        | 7 juni 2011               | Råsundastadion, Stockholm          | Sverige                   | 5–0                       | Finland                   | 3–0                       | Kval till EM 2012         |                           |
| 28                        | 7 juni 2011               | Råsundastadion, Stockholm          | Sverige                   | 5–0                       | Finland                   | 4–0                       | Kval till EM 2012         |                           |
| 29                        | 29 februari 2012          | Maksimirstadion, Zagreb            | Kroatien                  | 1–3                       | Sverige                   | 0–1                       | Träningsmatch             |                           |
| 30                        | 30 maj 2012               | Gamla Ullevi, Göteborg             | Sverige                   | 3–2                       | Island                    | 1–0                       | Träningsmatch             |                           |
| 31                        | 5 juni 2012               | Råsundastadion, Stockholm          | Sverige                   | 2–1                       | Serbien                   | 2–1                       | Träningsmatch             |                           |
| 32                        | 11 juni 2012              | NSK Olimpiysky, Kiev               | Ukraina                   | 2–1                       | Sverige                   | 0–1                       | EM 2012                   |                           |
| 33                        | 19 juni 2012              | NSK Olimpiysky, Kiev               | Sverige                   | 2–0                       | Frankrike                 | 1–0                       | EM 2012                   |                           |
| 34                        | 12 oktober 2012           | Tórsvöllur, Tórshavn               | Färöarna                  | 1–2                       | Sverige                   | 1–2                       | Kval till VM 2014         |                           |
| 35                        | 16 oktober 2012           | Olympiastadion, Berlin             | Tyskland                  | 4–4                       | Sverige                   | 4–1                       | Kval till VM 2014         |                           |
| 36                        | 14 november 2012          | Friends Arena, Stockholm           | Sverige                   | 4–2                       | England                   | 1–0                       | Träningsmatch             |                           |
| 37                        | 14 november 2012          | Friends Arena, Stockholm           | Sverige                   | 4–2                       | England                   | 2–2                       | Träningsmatch             |                           |
| 38                        | 14 november 2012          | Friends Arena, Stockholm           | Sverige                   | 4–2                       | England                   | 3–2                       | Träningsmatch             |                           |
| 39                        | 14 november 2012          | Friends Arena, Stockholm           | Sverige                   | 4–2                       | England                   | 4–2                       | Träningsmatch             |                           |
| 40                        | 11 juni 2013              | Friends Arena, Stockholm           | Sverige                   | 2–0                       | Färöarna                  | 1–0                       | Kval till VM 2014         |                           |
| 41                        | 11 juni 2013              | Friends Arena, Stockholm           | Sverige                   | 2–0                       | Färöarna                  | 2–0                       | Kval till VM 2014         |                           |
| 42                        | 14 augusti 2013           | Friends Arena, Stockholm           | Sverige                   | 4–2                       | Norge                     | 1–0                       | Träningsmatch             |                           |
| 43                        | 14 augusti 2013           | Friends Arena, Stockholm           | Sverige                   | 4–2                       | Norge                     | 2–0                       | Träningsmatch             |                           |
| 44                        | 14 augusti 2013           | Friends Arena, Stockholm           | Sverige                   | 4–2                       | Norge                     | 3–2                       | Träningsmatch             |                           |
| 45                        | 10 september 2013         | Astana Arena, Astana               | Kazakstan                 | 0–1                       | Sverige                   | 0–1                       | Kval till VM 2014         |                           |
| 46                        | 11 oktober 2013           | Friends Arena, Stockholm           | Sverige                   | 2–1                       | Österrike                 | 2–1                       | Kval till VM 2014         |                           |
| 47                        | 19 november 2013          | Friends Arena, Stockholm           | Sverige                   | 2–3                       | Portugal                  | 1–1                       | Play-off till VM 2014     |                           |
| 48                        | 19 november 2013          | Friends Arena, Stockholm           | Sverige                   | 2–3                       | Portugal                  | 2–1                       | Play-off till VM 2014     |                           |
| 49                        | 4 september 2014          | Friends Arena, Stockholm           | Sverige                   | 2–0                       | Estland                   | 1–0                       | Träningsmatch             |                           |
| 50                        | 4 september 2014          | Friends Arena, Stockholm           | Sverige                   | 2–0                       | Estland                   | 2–0                       | Träningsmatch             |                           |
| 51                        | 15 november 2014          | Stadion Pod Goricom, Podgorica     | Montenegro                | 1–1                       | Sverige                   | 0–1                       | Kval till EM 2016         |                           |
| 52                        | 27 mars 2015              | Stadionul Zimbru, Chișinău         | Moldavien                 | 0–2                       | Sverige                   | 0–1                       | Kval till EM 2016         |                           |
| 53                        | 27 mars 2015              | Stadionul Zimbru, Chișinău         | Moldavien                 | 0–2                       | Sverige                   | 0–2                       | Kval till EM 2016         |                           |
| 54                        | 31 mars 2015              | Friends Arena, Stockholm           | Sverige                   | 3–1                       | Iran                      | 1–0                       | Träningsmatch             |                           |
| 55                        | 14 juni 2015              | Friends Arena, Stockholm           | Sverige                   | 3–1                       | Montenegro                | 2–0                       | Kval till EM 2016         |                           |
| 56                        | 14 juni 2015              | Friends Arena, Stockholm           | Sverige                   | 3–1                       | Montenegro                | 3–0                       | Kval till EM 2016         |                           |
| 57                        | 8 september 2015          | Friends Arena, Stockholm           | Sverige                   | 1–4                       | Österrike                 | 1–4                       | Kval till EM 2016         |                           |
| 58                        | 9 oktober 2015            | Rheinpark Stadion, Vaduz           | Liechtenstein             | 0–2                       | Sverige                   | 0–2                       | Kval till EM 2016         |                           |
| 59                        | 12 oktober 2015           | Friends Arena, Stockholm           | Sverige                   | 2–0                       | Moldavien                 | 1–0                       | Kval till EM 2016         |                           |
| 60                        | 14 november 2015          | Friends Arena, Stockholm           | Sverige                   | 2–1                       | Danmark                   | 2–0                       | Kval till EM 2016         |                           |
| 61                        | 17 november 2015          | Parken, Köpenhamn                  | Danmark                   | 2–2                       | Sverige                   | 0–1                       | Kval till EM 2016         |                           |
| 62                        | 17 november 2015          | Parken, Köpenhamn                  | Danmark                   | 2–2                       | Sverige                   | 0–2                       | Kval till EM 2016         |                           |

## Utmärkelser och meriter
- H. M. Konungens medalj i guld för förtjänster inom svensk idrott (Kon:sGM5, 2022) för framstående insatser som fotbollsspelare[133]

| År                    | År   | Klubblag | Individuell i liga | Landslaget                       | Individuell nationell                                                 | UEFA/FIFA |
| --------------------- | ---- | --- | --- | -------------------------------- | --------------------------------------------------------------------- | --- |
| · Malmö FF            | 1999 | | |                                  |                                                                       | |
| · Malmö FF            | 2000 | | |                                  |                                                                       | |
| · Malmö FF            | 2001 | | |                                  |                                                                       | |
| · Ajax                | 2002 | * Nederländsk Ligamästare 2001/2002 * Nederländsk Supercupvinnare 2002 * Nederländsk Cupmästare 2001/2002           | | VM 2002 – Åttondelsfinal         |                                                                       | |
| · Ajax                | 2003 | | |                                  |                                                                       | |
| · Ajax                | 2004 | Nederländsk Ligamästare 2003/2004                                                                                   | | EM 2004 – Kvartsfinal            |                                                                       | |
| · Juventus            | 2005 | * Italiensk Ligamästare 2004/2005 (titeln fråntogs p.g.a. Serie A-skandalen 2006)                                   | * Årets bästa utländska spelare 2005 * Årets spelare i Juventus säsongen 2004/05 (Utsedd av klubbens fans)                           |                                  | * Guldbollen 2005 * Årets forward 2005                                | |
| · Juventus            | 2006 | * Italiensk Ligamästare 2005/2006 (titeln fråntogs p.g.a. Serie A-skandalen 2006) * Italiensk Supercupvinnare: 2006 | | VM 2006 – Åttondelsfinal         |                                                                       | |
| · Internazionale      | 2007 | Italiensk Ligamästare 2006/2007                                                                                     | |                                  | * Guldbollen 2007 * Årets forward 2007 * Jerringpriset 2007           | UEFA Årets lag 2007                                                                                              |
| · Internazionale      | 2008 | * Italiensk Ligamästare 2007/2008 * Italiensk Supercupvinnare: 2008                                                 | * Årets mål i Serie A 2008 * Årets spelare i Serie A 2008 * Årets bästa utländska spelare 2008                                       | EM 2008 – Utslagna i gruppspelet | * Guldbollen 2008 * Årets forward 2008 * Årets manlige idrottare 2008 | |
| · Internazionale      | 2009 | Italiensk Ligamästare 2008/2009                                                                                     | * Capocannoniere (skyttekung) säsongen 2008/09 (25 mål) * Årets spelare i Serie A 2009 * Årets bästa utländska spelare 2009          |                                  | * Guldbollen 2009 * Årets forward 2009                                | UEFA Årets lag 2009                                                                                              |
| · FC Barcelona        | 2009 | * Spansk Supercupvinnare 2009 * UEFA Supercupvinnare 2009 * FIFA Club World Cup 2009                                | |                                  |                                                                       | |
| · FC Barcelona        | 2010 | * Spansk Ligamästare 2009/2010 * Spansk Supercupvinnare 2010                                                        | | (Sverige ej med i VM)            | * Guldbollen 2010 * Årets forward 2010 * Årets manlige idrottare 2010 | |
| · AC Milan            | 2011 | * Italiensk Ligamästare 2010/2011 * Italiensk Supercupvinnare 2011 * Dubai Challenge Cup 2011                       | * Årets spelare i Serie A 2011 * Årets bästa utländska spelare 2011 * Uttagen till Årets lag 2011                                    |                                  | * Guldbollen 2011 * Årets forward 2011                                | Nominerad till Fifa Puskás Award 2011                                                                            |
| · AC Milan            | 2012 | * Dubai Challenge Cup 2012                                                                                          | * Capocannoniere (skyttekung) säsongen 2011/12 (28 mål) * Årets bästa utländska spelare 2011 * Uttagen till Årets lag 2012           | EM 2012 – Utslagna i gruppspelet | * Guldbollen 2012 * Årets forward 2012                                | * UEFA EURO 2012 Team of the Tournament * Best goal of UEFA EURO 2012 * Guldfoten 2012                           |
| · Paris Saint-Germain | 2013 | * Fransk Ligamästare 2012/2013 * Fransk Supercupvinnare 2013                                                        | * Årets spelare 2013 * Forward i årets lag 2013 * Skyttekung säsongen 2012/13 (30 mål)                                               |                                  | * Guldbollen 2013 * Årets forward 2013 * Årets manlige idrottare 2013 | * UEFA Årets lag 2013 * FIFA World XI Team 2013 * Fifa Puskás Award 2013 * UEFA.com users' Team of the Year 2013 |
| · Paris Saint-Germain | 2014 | * Fransk Ligamästare 2013/2014 * Fransk Supercupvinnare 2014 * Fransk Ligacupvinnare 2014                           | * Årets spelare 2014 * Forward i årets lag 2014 * Skyttekung säsongen 2013/14 (26 mål) * Årets mål 2014 (19 oktober 2013 mot Bastia) | (Sverige ej med i VM)            | * Guldbollen 2014 * Årets forward 2014                                | * UEFA Årets lag 2014 * Nominerad till Fifa Puskás Award 2014                                                    |
| · Paris Saint-Germain | 2015 | * Fransk Ligamästare 2014/2015 * Fransk Supercupvinnare 2015 * Fransk Ligacupvinnare 2015 * Fransk Cupmästare 2015  | Forward i årets lag 2015 |                                  | * Guldbollen 2015 * Årets forward 2015 * Årets manlige idrottare 2015 | |
| · Paris Saint-Germain | 2016 | * Fransk Ligamästare 2015/2016 * Fransk Ligacupvinnare 2016 * Fransk Cupmästare 2016                                | * Årets spelare 2016 * Forward i årets lag 2016 * Skyttekung säsongen 2015/16 (38 mål)                                               | EM 2016 – Utslagna i gruppspelet | * Guldbollen 2016 * Årets forward 2016                                | |
| · Manchester United   | 2016 | Vinnare av FA Community Shield 2016                                                                                 | |                                  |                                                                       | |
| · Manchester United   | 2017 | * Vinnare av Engelska Ligacupen 2016/2017 * Vinnare av UEFA Europa League 2016/2017                                 | |                                  |                                                                       | |

## Privatliv

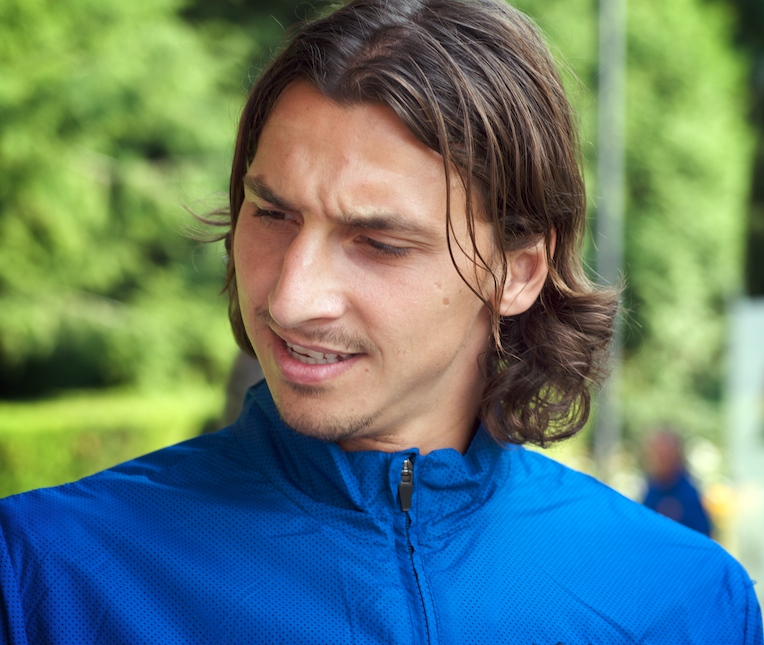
Zlatan Ibrahimović 2009.

Ibrahimović och hans sambo Helena Seger har två söner, Maximilian, född 2006, och Vincent, född 2008. I övrigt består hans familj av föräldrarna, den äldre helsystern och fyra halvsyskon. Seger är före detta modell och har haft olika chefspositioner på företag inom marknadsföring.
Efternamnet Ibrahimović kommer från faderns sida (av arabiska إبراهيم, Ibrāhīm).

## Varumärke och välgörenhet
I maj 2003 fick Ibrahimović sitt förnamn varumärkesskyddat av Patent- och registreringsverket, med hänvisning till att "namnet Zlatan är ägnat att uppfattas som annans konstnärsnamn, nämligen Zlatan Ibrahimović". Det innebar att Ibrahimović fick ensamrätt till namnet Zlatan för vissa produkter, bland annat sportartiklar, kläder och skor.
Hösten 2007 bekostade Ibrahimović tillsammans med sportskoföretaget Nike upprustandet av den fotbollsplan som han själv spelade på som barn. Planen på Rosengård fick namnet Zlatan Court. Plastmattan på planen är gjord av återanvända fotbollsskor och planen har elbelysning.
Mot slutet av 2000-talet var Ibrahimović den i svenska medier mest omskrivna idrottspersonen.
Under 2010-talet har Ibrahimovics kändisskap använts i en lång rad reklamsamarbeten – såsom för fordonstillverkare, för mineralvatten och för produkter i egen regi.
År 2014 gavs ett frimärkshäfte ut med Ibrahimović som motiv.
Zlatan Ibrahimović har gett upphov till ett nytt verb i Frankrike: "zlataner". Den svenska motsvarigheten "zlatanera" finns med i Språkrådets nyordslista för 2012. Betydelsen är "klara något med kraft" eller "dominera".
I juni 2016 lanserade Ibrahimović sitt eget klädmärke A-Z.

## Kultur

### Populärkultur
Ibrahimović har genom åren figurerat som konstnärligt motiv i olika sammanhang. Några exempel:
I en cykeltunnel vid hans uppväxtgård i Rosengård i Malmö skapade konstnären Björn Carnemalm det stora väggkonstverket Zlatans leende i kakelmosaik 2006.
Sedan 2009 har han tillsammans med flera andra framstående idrottspersonligheter en egen hedersplatta på Idrottens Walk of Fame på torget mellan Malmö stadion och Swedbank Stadion i Malmö.
För välgörenhetsinsamlingen Arts Agains AIDS skapade Zlatan Ibrahimović tillsammans med Karl Valve en egen målning som föreställde hans fötter.
I februari 2015 avtäcktes en vaxdocka av Ibrahimović som förste svensk på vaxmuseet Musée Grévin i Paris.
Ett Ibrahimović-porträtt av gatukonstnären Joery Santos Gomez, som mäter fem gånger fem meter, finns sedan 2016 på en av bostadsbolaget MKB:s husfasader i Rosengård i Malmö.
Ibrahimović prydde även omslaget till den svenska upplagan av dator- och tv-spelet FIFA Football 2002 från EA Sports.
Under sin tid i Paris SG fick Ibrahimović 2012 en egen marionettdocka i Canal+ satiriska dockprogram Les guignols de l'info.

### Skulptur
En skulptur av Ibrahimović  gjordes av skulptören Peter Linde i slutet av 2017. Beställare var Svenska Fotbollförbundet. Tänkt placering var först vid Friends Arena i Stockholm, men skulpturen avtäcktes på Stadiontorget i hemstaden Malmö den 8 oktober 2019. 50 dagar senare vandaliserades skulpturen då Ibrahimovic hade blivit delägare i Malmö FF-konkurrenten Hammarby IF Fotboll.